# ملانی لویپلتز
ملانی لویپلتز (آلمانی: Melanie Leupolz؛ زادهٔ ۱۴ آوریل ۱۹۹۴) بازیکن زن فوتبال اهل آلمان است. 
وی هم‌اکنون برای باشگاه فوتبال زنان بایرن مونیخ بازی می‌کند. 

وی در سال ۲۰۱۰ و در رقابت‌های جام جهانی زیر ۱۷ سال زنان برای تیم زیر ۱۷ سال آلمان بازی کرد و موفق به زدن دو گل در مقابل تیم ملی فوتبال زنان آفریقای جنوبی شد. لویپتز کاپیتان آلمان در رقابت‌های قهرمانان زیر ۱۷ سال یوفا بود و در آن رقابت‌ها او آخرین ضربهٔ پنالتی تیم آلمان را در نیمه نهایی مقابل تیم ملی فوتبال زنان فرانسه از دست داد.